# Roeser

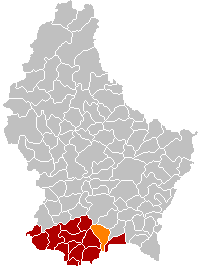
Roeser markerad med orange i karta över Luxemburg

Roeser (luxemburgska: Réiser) är en kommun och stad i kantonen Esch-sur-Alzette i Luxemburg. Antalet invånare är 5 502. Arean är 23,8 kvadratkilometer.
I kommen ligger också tätorterna Berchem, Bivange, Crauthem, Kockelscheuer, Livange och Peppan.

## Bildgalleri

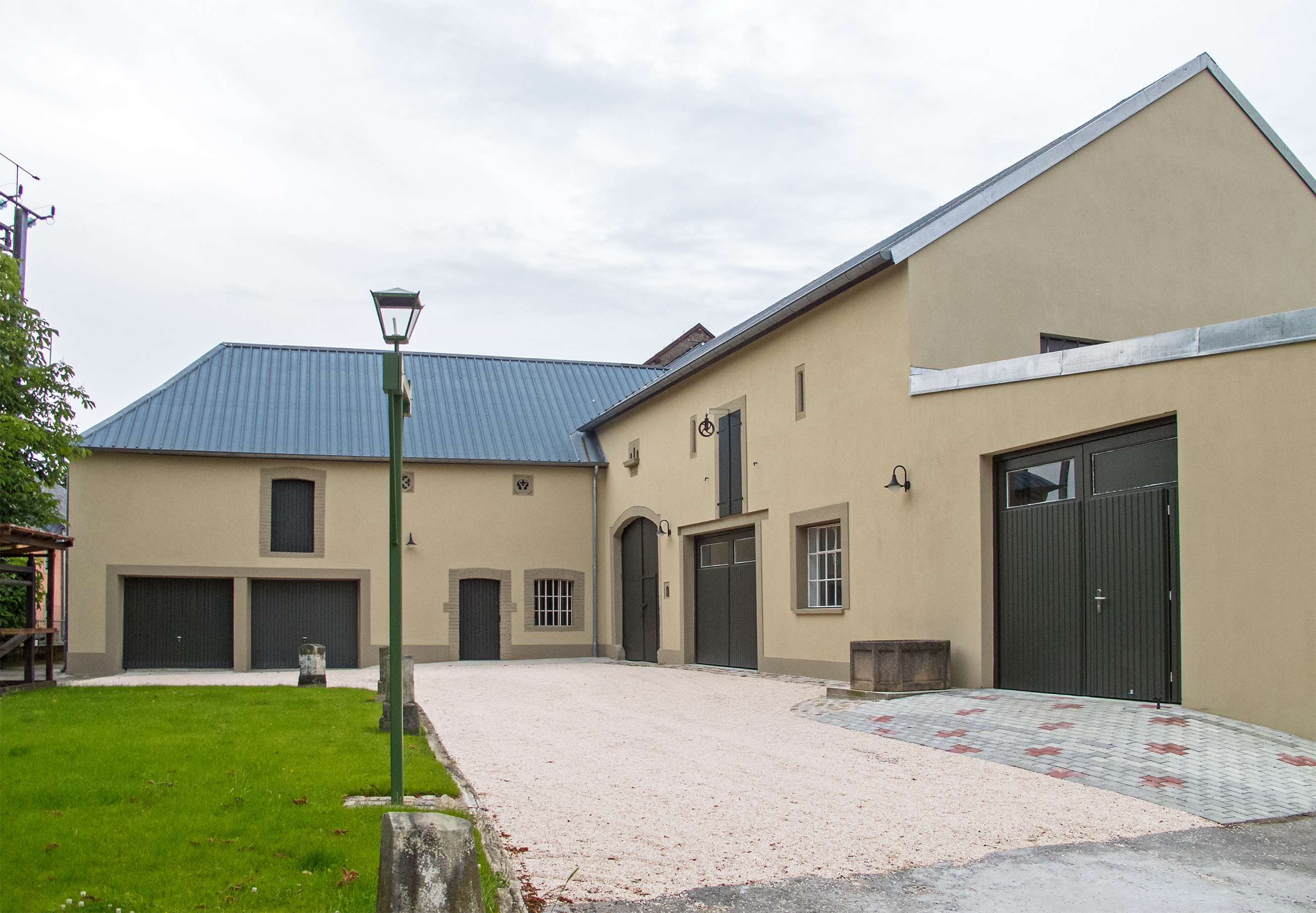
Vagnsmuseet i Papange